# Vicent Xavier Valero Verchili
Vicent Xavier Valero Verchili   (Castelló de la Plana, 28 de febrer de 1973) conegut al món de l'esport com a Xavi Valero, és un exporter de futbol i actual entrenador de porters.
Va iniciar la seva carrera al CE Castelló, on va jugar en dues etapes a Segona B. Va ser membre de la plantilla de diversos clubs de Segona divisió i, tot i no jugar massa, aconseguí tres ascensos a Primera. A l'estranger, va defensar la porteria del Wrexham AFC gal·lès. Des del juny de 2015 és l'entrenador de porters del Reial Madrid.

## Carrera
Valero va néixer a Castelló de la Plana al País Valencià. Va jugar 67 partits a Segona Divisió, guanyant l'ascens amb el RCD Mallorca (1997), el Real Múrcia (2003) i el Recreativo de Huelva el 2006, tot i no ser el primer. opció en qualsevol d'aquestes campanyes. També va representar al Córdoba CF en aquesta divisió, i va jugar 92 partits de Segona Divisió B, principalment amb el seu club natal, el CE Castelló.
Alliberat pel Còrdova el 2004 però encara entrenant amb el club, Valero es va traslladar a l'estranger per única vegada com a jugador el gener de 2005, per signar un contracte sense contracte d'un mes amb el Wrexham AFC a la Football League. One. Gestor Denis Smith el va fitxar basant-se en imatges de vídeo. Com que Andy Dibble el primer escollit es va lesionar a la cuixa, Valero va fer el seu debut l'11 de gener en un empat 2-2 al Peterborough United. Va fer dues aparicions més a la lliga amb els Red Dragons, així com una victòria per 2-1 a la FAW Premier Cup quarts de final a Haverfordwest County el 18 de gener, i va compartir equips amb el davanter compatriota Juan Ugarte.

###### Entrenador de porters
Després de retirar-se del joc, Valero va prendre els seus distintius d'entrenador, aconseguint un Màster en Entrenador de Porters per la Reial Federació Espanyola de Futbol (RFEF) i un Màster en Psicologia de l'Esport a la UNED a Madrid.
Després que José Ochotorena decidís tornar a Espanya per treballar amb el Valencia, Rafael Benítez va nomenar Valero entrenador de porters del Liverpool el juliol de 2007. Va ser elogiat per El davanter del Liverpool Fernando Torres com un dels principals motius dels seus gols; durant l'entrenament, va donar instruccions als jugadors sobre com reaccionen els porters en futurs partits davant les situacions d'un contra un.
Valero va romandre al cos tècnic de Benítez a l'Inter de Milà, Nàpoli i Reial Madrid. El juny de 2018, va ser nomenat entrenador de porters com a part de l'equip de Manuel Pellegrini al West Ham United FC.

## Altres mèrits
- 3 ascensos a Primera divisió: 1996-97 amb el RCD Mallorca, 2002-2003 amb el Reial Múrcia CF i 2005/06 amb el Recreativo de Huelva.